# Jonathan Patrick McCarty
Jonathan Patrick McCarty, né le 24 janvier 1982 à Allen (Texas), est un coureur cycliste américain reconverti directeur sportif.

## Biographie
Vainqueur de la Ronde de l'Isard en 2003, Jonathan Patrick McCarty passe professionnel l'année suivante dans l'équipe américaine US Postal Service-Berry Floor. En septembre 2005, il est sélectionné dans l'équipe américaine pour participer aux championnats du monde à Madrid.
Passé chez Phonak en 2006, il participe au Tour d'Italie, qu'il termine à la 113e place. Phonak disparaissant en fin de saison, il rejoint l'équipe américaine Slipstream Chipotle l'année suivante, avec pour meilleur résultat une deuxième place à l'U.S. Cycling Open.
Il devient en 2024 directeur sportif de l'équipe Israel-Premier Tech.

## Palmarès
- 2000
  -  Champion des États-Unis du contre-la-montre juniors[2]
  - 3e du championnat des États-Unis sur route juniors
- 2003
  - Ronde de l'Isard :
    - Classement général
    - 3e étape

  - 3e du Circuit de Saône-et-Loire
  - 3e du Transalsace International
- 2007
  - 2e de l'U.S. Cycling Open
- 2008
  - 1re étape du Tour d'Italie (contre-la-montre par équipes)
  - 3e de l'Univest Grand Prix
- 2010
  - 4e étape de la Mount Hood Cycling Classic
  - Classement général du Tour d'Austin

## Résultats sur les grands tours

### Tour d'Italie
2 participations
- 2006 : 113e
- 2008 : abandon (14e étape), vainqueur de la 1re étape (contre-la-montre par équipes)

## Classements mondiaux
| Année            | 2007 | 2008 | 2009 | 2010 | 2011  |
| ---------------- | ---- | ---- | ---- | ---- | ----- |
| UCI America Tour | 53e  | 168e | 357e |      | 203e  |
| UCI Europe Tour  |      |      |      |      | 1212e |